# Alexandre. La bataille de la Néva
Pour les articles homonymes, voir Alexandre Nevski (homonymie).
Pour plus de détails, voir Fiche technique et Distribution.
Alexandre. La bataille de la Néva (Александр. Невская битва) est un film historique russe réalisé par Igor Kalionov et sorti en 2008. 
Le film est basé sur des faits réels ou légendaires et présente la vie du prince de Novgorod, Alexandre Nevski, héros national russe, peu avant la bataille de la Néva, le 15 juillet 1240.

## Synopsis
Le prince Alexandre de Novgorod a régné à des moments difficiles, quand les Mongols, les Allemands, les Suédois et les boyards autochtones menacent sa ville. Lors d'un voyage de reconnaissance vers l'Est, le chevalier Andreas de Velven est attaqué par des voleurs avec son entourage. S'interposant, Alexandre lui sauve la vie, ne supposant pas qu'il protège un ennemi, car de Velven est chevalier de l'Ordre Teutonique et prépare une croisade contre les Russes. Le chevalier de Velven rencontre de fait en secret les boyards rebelles à Novgorod, et leur demande de faire une carte de la Néva avec des lieux aptes à recevoir des camps militaires pour préparer une attaque contre Novgorod ; Velven disparaît ensuite.
Un peu plus tard, Alexandre est présenté avec sa fiancée Alexandra en cortège vers leur noce. En chemin, ils rencontrent un étranger nommé Vyacheslav, qui vient, dit-il, de tuer un ours avec son seul poignard. Lors de la fête, Ratmir, le meilleur ami d'Alexandre, secrètement amoureux d'Alexandra, a un différend avec le boucher, alors qu'il a beaucoup bu. Pendant le festin, le bouffon muet Kornilyevo découvre que quelqu'un verse du poison dans la coupe de vin du prince et qu'il y a une pointe de flèche dans la viande de l'ours prétendument tué au poignard. Il essaie d'attirer l'attention d'Alexandre en gesticulant, mais celui-ci ne le comprend pas. Du coup, au moment où Alexandre prend sa coupe pour boire, Kornilyevo se sacrifie en lui arrachant la coupe et en buvant : peu de temps après, il meurt à cause de l'intoxication. Mais le boucher est aussi retrouvé mort. Alexandre convoque alors ses hommes pour trouver l'assassin. Comme Ratmir est absent, tous le soupçonnent.
Entretemps, le chevalier de Velven rencontre le roi Éric en Suède. Il promet la carte de la Néva, que les Boyards lui préparent. De Velven utilise les Suédois à ses fins, sachant qu'Eric prévoit également une croisade contre la Russie. Le roi Éric est ravi de la proposition. De l'autre côté, l'évêque de Riga envoie deux moines qui demandent à Alexandre de se mettre au service de la foi orthodoxe, ce que celui-ci refuse. Il a aussi refusé les offres de protection des Mongols. C'est alors que Ratmir réapparaît : bien qu'il proteste de son innocence, Alexandre le fait emprisonner. Alexandre apprend la livraison des cartes des boyards par les deux moines et découvre l'intrigue. Avant de tuer les deux traîtres boyards, il les oblige à remettre comme prévu la carte pour la faire parvenir en sécurité en Suède. C'est alors que l'on découvre la flèche dans la viande d'ours, ce qui révèle l'identité de l'assassin : Vyacheslav, qui s'appelle en réalité Dimitri, est le fils d'un ennemi du père d'Alexandre ; il est arrêté, et Ratmir est libéré, mais leur amitié est brisée.
Après que les boyards ont libéré Dimitri, celui-ci se rend en Suède, où il est fait chevalier par Éric, et participe à la croisade contre Novgorod. Quand les Suédois installent leur campement sur la Néva, Alexandre mène son armée à la bataille de la Néva le 15 juillet 1240. Ratmir parvient à tuer Dimitri, mais il meurt dans la bataille. La Suède prise par surprise subit une défaite écrasante. Le prince Alexandre est alors considéré comme un héros national et porte dès ce moment le surnom de Nevski, en raison de la bataille de la Néva.

## Critiques
Ce film épique sur le héros national est de l'ordre du remake de l'œuvre de Sergueï Eisenstein de 1938, mais manque de budget. Le titre allemand du film (der Kreuzritter, c'est-à-dire le croisé) est un peu surprenant, car il s'agit plutôt pour Alexandre de résister aux croisés Germano-Suédois que de mener lui-même une croisade. La production se caractérise par son patriotisme et par l'exaltation de la figure du prince Alexandre en grand héros russe. De fait, elle relève d'un courant filmique qui participe à un soft power, que l'on retrouve dans d'autres productions historiques.

## Fiche technique
- Titre : Alexandre. La bataille de la Néva
- Titre allemand : Alexander der Kreuzritter
- Réalisateur : Igor Kalionov
- Producteurs : Rustam Ibragimbekov, Alia Ouvalchanova pour Nikola Film
- Musique : Andreï Antonenko
- Photographie : Valéri Martynov, Andreï Vorobiov
- Ratio : 2.35 : 1
- Durée : 110 minutes
- Langue : Russe
- Dates de sortie : 
  - 1er mai 2008

## Distribution
- Anton Pampouchny : Prince Alexandre
- Svetlana Bakoulina : Princesse Alexandra
- Igor Botvine : Ratmir
- Ioulia Galkina : Daria
- Pavel Trubiner : Dmitri Iaroslavitch
- Bohdan Stoupka : Prince Iaroslav
- Sergueï Lyssov : Capitaine Micha
- Nodari Djanelidsé : Iachka
- Toungychpaï Chamankoulov : ambassadeur mongol
- Lev Ielisseïev : Fiodor Danilytch

## Source de traduction
- (de) Cet article est partiellement ou en totalité issu de l’article de Wikipédia en allemand intitulé « Alexander der Kreuzritter » (voir la liste des auteurs).